# Chiesa di San Giuda Taddeo ai Cessati Spiriti

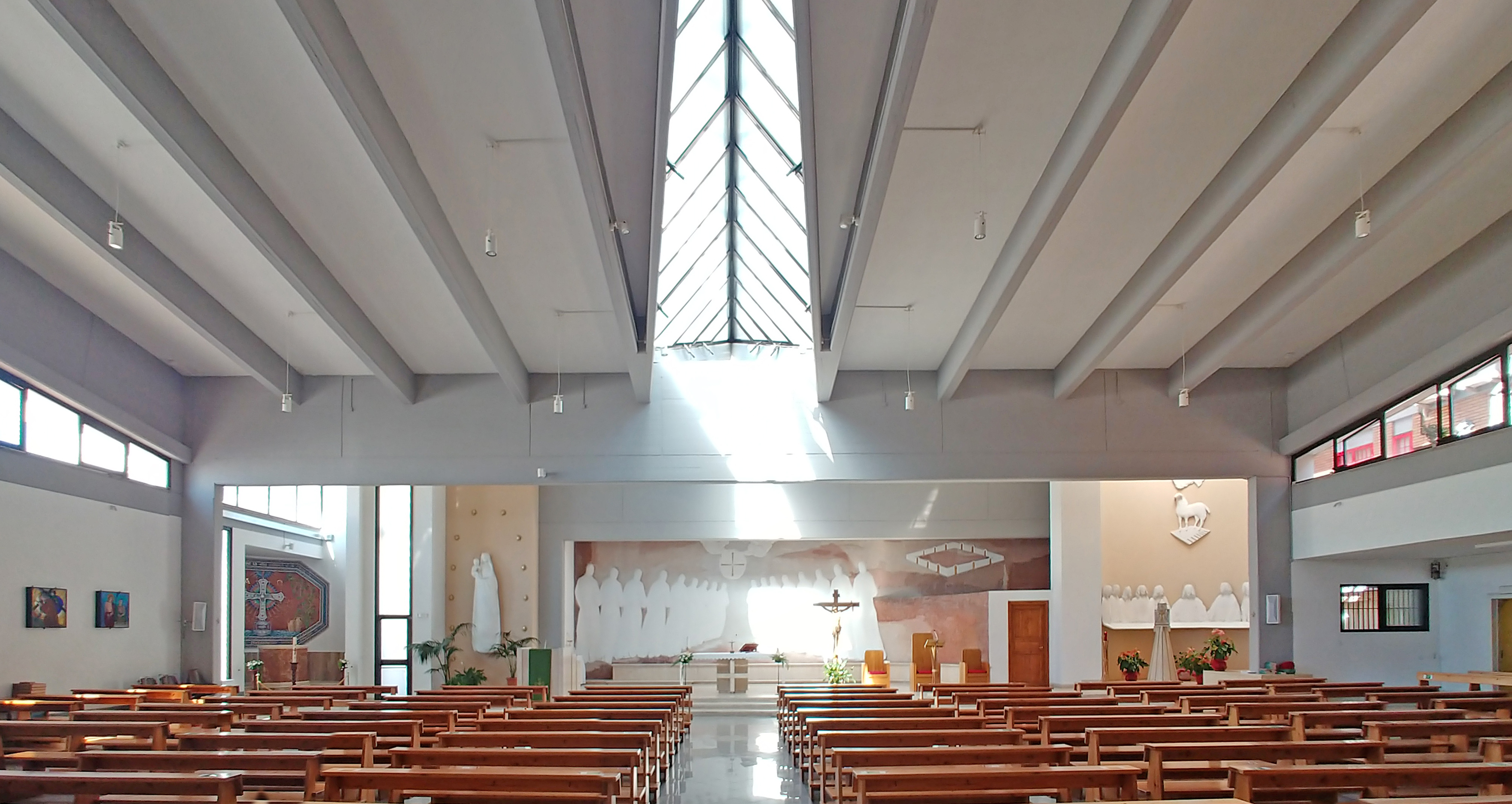
Interno

La chiesa di San Giuda Taddeo ai Cessati Spiriti è un luogo di culto cattolico di Roma situato nel quartiere Appio-Latino, in via Amedeo Crivellucci.

## Storia e descrizione
La chiesa fu costruita nel 1994-1996 su progetto degli architetti Giuseppe Forti e Roberto Spaccasassi. In occasione del Giubileo del 2000 la diocesi di Roma commissionò all'artista Oliviero Rainaldi alcune opere per la chiesa di san Giuda Taddeo:
- la decorazione del catino absidale con un'opera composita di mosaico e bassorilievi in gesso, raffigurante il passo del libro dell'Apocalisse dei capitoli 7-9;
- un altorilievo in gesso e ottone, raffigurante l'Ultima Cena;
- un bassorilievo in gesso, raffigurante Cristo Risorto, di circa 50 m² di superficie;
- una statua in gesso, raffigurante una Madonna col Bambino, di 270 cm di altezza.

A fianco dell'altare è posta un'altra statua che raffigura l'apostolo Giuda Taddeo che tiene in mano un panno con impresso il volto di Gesù;
Sulla cantoria in controfacciata si trova l'organo a canne, costruito nel 1950 dalla ditta Zarantonello e installato nel 2016 da Giuseppe Ponzani.
La chiesa è sede di parrocchia, eretta il 18 maggio 1960 con il decreto del cardinale vicario Clemente Micara Neminem sane, che nel 2012 ha mutato la sua denominazione in "San Giuda Taddeo, Apostolo".
Dal 28 novembre 2020 su questa chiesa insiste il titolo cardinalizio di San Giuda Taddeo Apostolo, istituito da papa Francesco.